# 以仁王
以仁王（もちひとおう）は、平安時代末期の皇族。後白河天皇の第三皇子。「以仁王の令旨」を出して源氏に平氏打倒の挙兵を促した事で知られる。邸宅が三条高倉にあったことから、三条宮、高倉宮と称された。

## 生涯

### 前史
後白河天皇の第三皇子だが、『平家物語』では同母兄の守覚法親王が仏門に入ったため第二皇子とされている。同母姉に歌人として名高い式子内親王がいる。母親は藤原季成の娘・成子。
幼くして天台座主・最雲法親王の弟子となるが、応保2年（1162年）に最雲が亡くなり還俗。永万元年（1165年）に人目を忍んで近衛河原の大宮御所で元服したという。その後、八条院暲子内親王の猶子となる。幼少から英才の誉れが高く、学問や詩歌、特に書や笛に秀でていた。母の実家は閑院流藤原氏で家柄も良く、皇位継承において有力候補であったが、異母弟である憲仁親王（のちの高倉天皇）の生母であり権勢を誇った平滋子（建春門院）の妨害に遭って阻止されたという（『平家物語』）。ただし、これは「因果応報」を主題とする『平家物語』の方便であって、必ずしも史実に即した解釈とはいえない。
特に仁安元年（1166年）、母方の伯父である藤原公光が権中納言・左衛門督を解官されて失脚したことで、以仁王の皇位継承の可能性は消滅し、親王宣下も受けられなかった。

### 治承三年の政変
治承3年（1179年）11月、平清盛はクーデターを起こし後白河法皇を幽閉、関白・松殿基房を追放するが（治承三年の政変）、以仁王も長年知行してきた城興寺領を没収された。治承4年（1180年）4月、ついに平氏討伐を決意した以仁王は、源頼政の勧めに従って、平氏追討の令旨を全国に雌伏する源氏に発し、平氏打倒の挙兵・武装蜂起を促した。

### 以仁王の挙兵
また自らも「最勝親王」と称して挙兵を試みたが、準備が整わないうちに計画が平氏方に漏れた。5月15日、平氏の圧力による勅命と院宣で以仁王は皇族籍を剥奪され、源姓を下賜され「源以光」となり、土佐国への配流が決まった。その日の夜、検非違使の土岐光長と源兼綱（頼政の子）が以仁王の館を襲撃したが、兼綱は頼政にこの動きを急報しており、以仁王はすでに物詣を装って脱出していた。16日に入って以仁王が園城寺に逃れていることが判明し、21日に平氏は園城寺への攻撃を決定する。その中の大将には頼政も入っており、この時点では平氏は以仁王単独の謀反と考えていたと思われる。
頼政はその日のうちに子息たちを率いて園城寺に入り以仁王と合流した。しかし園城寺と対立していた延暦寺の協力を得ることができず、また園城寺内でも親平氏派が少なくなく、このままでは勝ち目が薄いと判断した以仁王と頼政は南都の寺院勢力を頼ることに決めた。
治承4年（1180年）5月26日、頼政が宇治で防戦して時間を稼いでいる間に以仁王は興福寺へ向かったが、同日中に南山城の加幡河原で平氏家人の藤原景高・伊藤忠綱らが率いる追討軍に追いつかれて討たれた。『平家物語』は、飛騨守景家の軍勢によって光明山鳥居の前で討たれたとする。

### 死後
しかし王の顔を知るものは少なく、東国生存説が巷に流れた。以仁王自身の平氏追討計画は失敗に終わったが、彼の令旨を受けて源頼朝や木曾義仲など各地の源氏が挙兵し、これが平氏滅亡の糸口となった。なお朝廷は当初この令旨を偽物と考えていたが、後にこれが本物である疑いが出てきたこと、加えて以仁王が高倉天皇（以仁王の弟）及び安徳天皇（以仁王の甥）に替わって即位することを仄めかす文章が含まれていたことに強く反発した。後白河法皇にとって高倉天皇は治天の権威によって自らが選んだ後継者であり、その子孫に皇位を継承させることは京都の公家社会では共通の認識であったためである。このため、京都では以仁王の行動は次第に皇位簒奪を謀ったものと受け取られるようになっていった。乱から16年が経過した建久7年（1196年）になっても以仁王は「刑人」と呼称されて謀反人としての扱いを受けている（『玉葉』建久7年正月15日条）。
第一王子の北陸宮は義仲のもとに逃れてその旗頭に奉じられ、また第二王子の若宮は平氏に捕まり、道尊と名乗って仏門に入った。八条院三位局（高階盛章の娘）が産んだ王女である三条宮姫宮は、建久7年（1196年）に八条院より安楽寿院・歓喜光院などを一期分として譲与されている。

## 旧跡

### 墓所
京都府木津川市にある高倉神社には以仁王が祀られており、境内には後世、村人によって神社境内に葬られたという王の墓と伝えられる陵墓がある。神社そばにある筒井浄妙墓という塚があり、この塚も以仁王墓の陪冢として王墓とともに宮内庁が管理している。

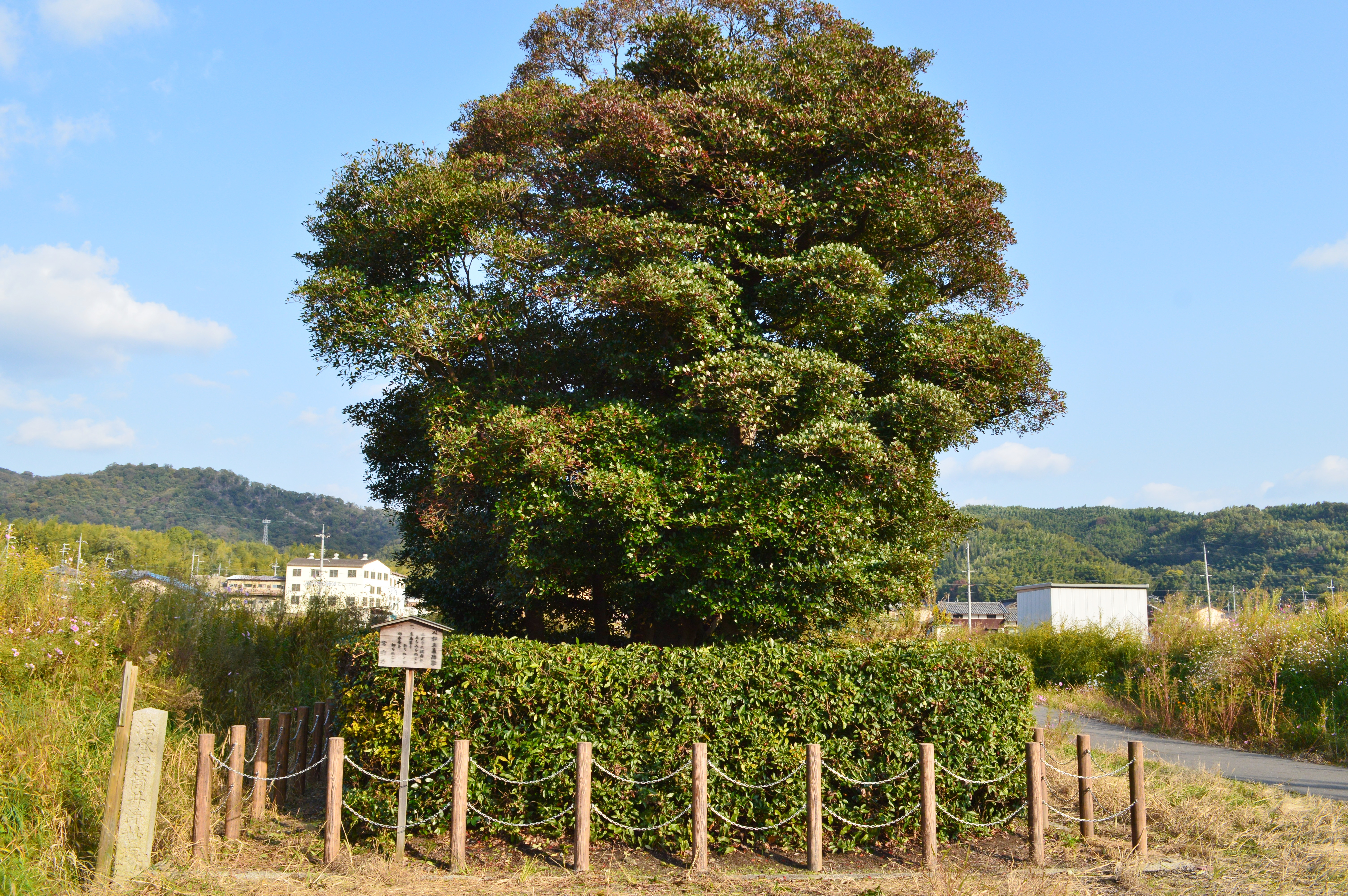
伝筒井浄妙墓
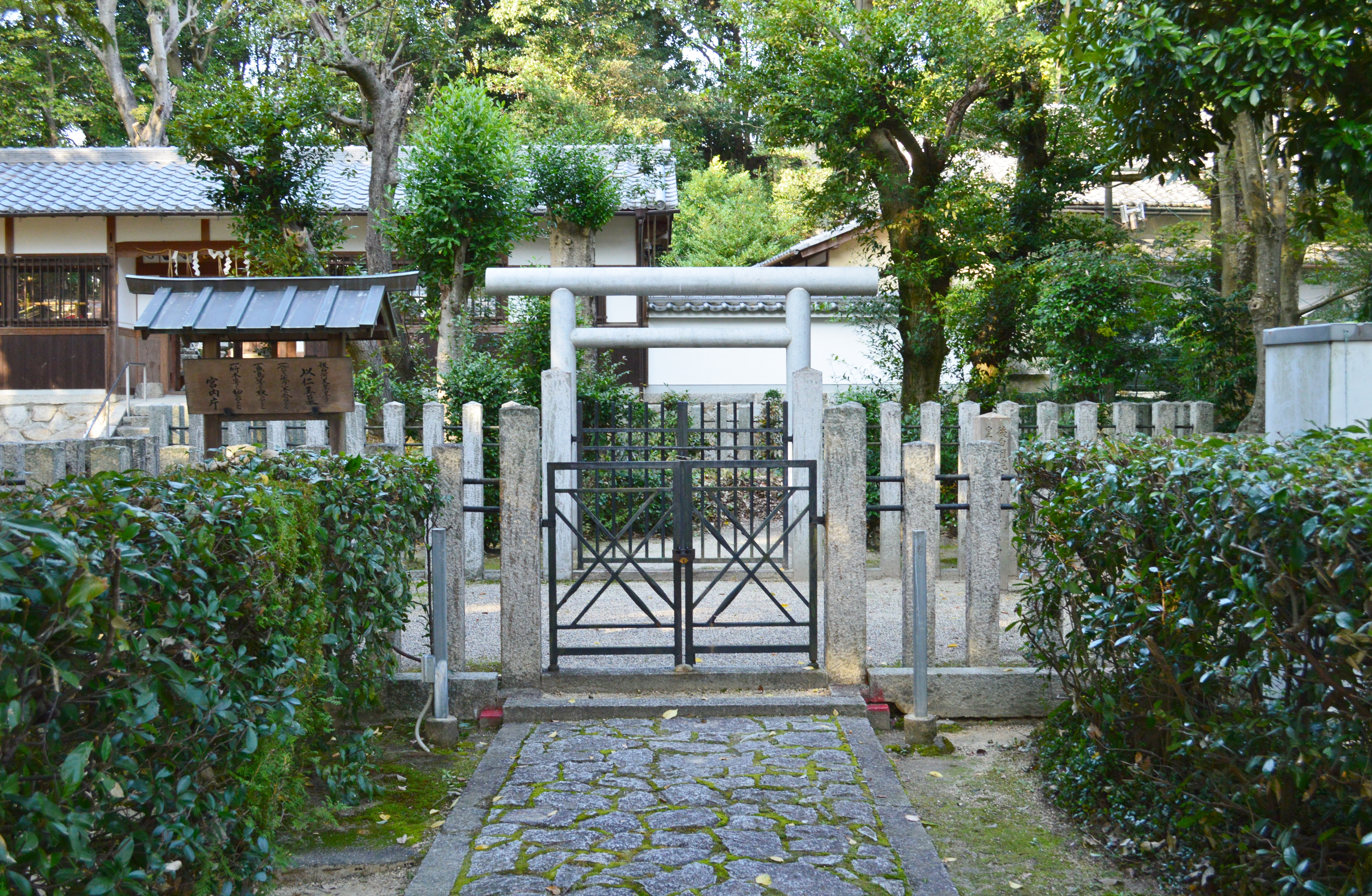
以仁王墓

### 神社
以仁王を主祭神として祀る神社がいくつか存在する。
- 高倉神社 (木津川市) - 京都府木津川市山城町に所在する。この地の光明山寺にあった鳥居前で流れ矢に当たって落命したとされる。
- 高倉神社 (綾部市) - 京都府綾部市に所在する。光明山寺にて死去したと偽って逃走したが、腹に受けた矢傷が悪化し当地で落命したとされる。
- 高倉神社 (下郷町) - 福島県南会津郡下郷町の大内宿に所在する。家来とともに潜行していた伝説による。

## 伝承
- 新潟県長岡市（旧小国町）には、以仁王が平氏から逃れる際に越後国小国郷に辿り着き、そこで生活したという言い伝えがある。
- 長野県木曽郡上松町の小川一帯には、以仁王の姫宮に関する伝承がある。姫宮は以仁王が木曽谷に潜伏していると聞いて密かに木曽谷を目指すが、上松で平家に見つかってしまう。姫宮は小川の上流へ逃げるが、持っていた麝香袋の匂いで見つかってしまい、深い淵に身を投げて果てる。小川には「麝香沢」「姫渕」などの地名が残されているほか、麝香沢近くには姫宮神社（高倉八幡社）が祀られている[9][10]。

## 系譜
- 父：後白河天皇
- 母：藤原成子 - 藤原季成の娘
- 妻：八条院女房[要出典]
  - 男子：北陸宮（1165年-1230年）[注 9]
- 妻：藤原忠成の娘
  - 男子：真性（1167年-1230年）
- 妻：八条院三位局（高階盛章の娘）
  - 男子：道尊（1175年-1228年）
  - 女子：三条宮姫宮(?-1204年)
- 妻：殷富門院治部卿局
  - 男子：道性（安院宮僧正）
  - 女子：姫宮
- 生母不明
  - 男子：仁誉
  - 男子：法円（1178年-1231年）

## 系図
|               |             |             |             |             |             |  |  |                 |                 |                 |                 |                 |                 |  |  |             |             |             |             |             |             |  |  |                         |                         |                         |                         |                         |                         |  |  |               |               |               |               |               |               |  |  |                         |                         |                         |                         |                         |                         |  |  |                   |                   |                   |                   |                   |                   |  |  |  |  |  |  |  |  |  |  |  |  |  |  |  |  |  |  |  |  |  |  |  |  |  |  |  |  |  |  |
| 77 後白河天皇 |             |             |             |             |             |  |  |                 |                 |                 |                 |                 |                 |  |  |             |             |             |             |             |             |  |  |                         |                         |                         |                         |                         |                         |  |  |               |               |               |               |               |               |  |  |                         |                         |                         |                         |                         |                         |  |  |                   |                   |                   |                   |                   |                   |  |  |  |  |  |  |  |  |  |  |  |  |  |  |  |  |  |  |  |  |  |  |  |  |  |  |  |  |  |  |
|               |             |             |             |             |             |  |  |                 |                 |                 |                 |                 |                 |  |  |             |             |             |             |             |             |  |  |                         |                         |                         |                         |                         |                         |  |  |               |               |               |               |               |               |  |  |                         |                         |                         |                         |                         |                         |  |  |                   |                   |                   |                   |                   |                   |  |  |  |  |  |  |  |  |  |  |  |  |  |  |  |  |  |  |  |  |  |  |  |  |  |  |  |  |  |  |
|               |             |             |             |             |             |  |  |                 |                 |                 |                 |                 |                 |  |  |             |             |             |             |             |             |  |  |                         |                         |                         |                         |                         |                         |  |  |               |               |               |               |               |               |  |  |                         |                         |                         |                         |                         |                         |  |  |                   |                   |                   |                   |                   |                   |  |  |  |  |  |  |  |  |  |  |  |  |  |  |  |  |  |  |  |  |  |  |  |  |  |  |  |  |  |  |
| 78 二条天皇   | 78 二条天皇 | 78 二条天皇 | 78 二条天皇 | 78 二条天皇 | 78 二条天皇 |  |  | 以仁王          | 以仁王          | 以仁王          | 以仁王          | 以仁王          | 以仁王          |  |  | 80 高倉天皇 | 80 高倉天皇 | 80 高倉天皇 | 80 高倉天皇 | 80 高倉天皇 | 80 高倉天皇 |  |  | 亮子内親王 （殷富門院） | 亮子内親王 （殷富門院） | 亮子内親王 （殷富門院） | 亮子内親王 （殷富門院） | 亮子内親王 （殷富門院） | 亮子内親王 （殷富門院） |  |  | 式子内親王    | 式子内親王    | 式子内親王    | 式子内親王    | 式子内親王    | 式子内親王    |  |  | 覲子内親王 （宣陽門院） | 覲子内親王 （宣陽門院） | 覲子内親王 （宣陽門院） | 覲子内親王 （宣陽門院） | 覲子内親王 （宣陽門院） | 覲子内親王 （宣陽門院） |  |  |                   |                   |                   |                   |                   |                   |  |  |  |  |  |  |  |  |  |  |  |  |  |  |  |  |  |  |  |  |  |  |  |  |  |  |  |  |  |  |
| 78 二条天皇   | 78 二条天皇 | 78 二条天皇 | 78 二条天皇 | 78 二条天皇 | 78 二条天皇 |  |  | 以仁王          | 以仁王          | 以仁王          | 以仁王          | 以仁王          | 以仁王          |  |  | 80 高倉天皇 | 80 高倉天皇 | 80 高倉天皇 | 80 高倉天皇 | 80 高倉天皇 | 80 高倉天皇 |  |  | 亮子内親王 （殷富門院） | 亮子内親王 （殷富門院） | 亮子内親王 （殷富門院） | 亮子内親王 （殷富門院） | 亮子内親王 （殷富門院） | 亮子内親王 （殷富門院） |  |  | 式子内親王    | 式子内親王    | 式子内親王    | 式子内親王    | 式子内親王    | 式子内親王    |  |  | 覲子内親王 （宣陽門院） | 覲子内親王 （宣陽門院） | 覲子内親王 （宣陽門院） | 覲子内親王 （宣陽門院） | 覲子内親王 （宣陽門院） | 覲子内親王 （宣陽門院） |  |  |                   |                   |                   |                   |                   |                   |  |  |  |  |  |  |  |  |  |  |  |  |  |  |  |  |  |  |  |  |  |  |  |  |  |  |  |  |  |  |
|               |             |             |             |             |             |  |  |                 |                 |                 |                 |                 |                 |  |  |             |             |             |             |             |             |  |  |                         |                         |                         |                         |                         |                         |  |  |               |               |               |               |               |               |  |  |                         |                         |                         |                         |                         |                         |  |  |                   |                   |                   |                   |                   |                   |  |  |  |  |  |  |  |  |  |  |  |  |  |  |  |  |  |  |  |  |  |  |  |  |  |  |  |  |  |  |
| 79 六条天皇   | 79 六条天皇 | 79 六条天皇 | 79 六条天皇 | 79 六条天皇 | 79 六条天皇 |  |  | 某王 （北陸宮） | 某王 （北陸宮） | 某王 （北陸宮） | 某王 （北陸宮） | 某王 （北陸宮） | 某王 （北陸宮） |  |  | 81 安徳天皇 | 81 安徳天皇 | 81 安徳天皇 | 81 安徳天皇 | 81 安徳天皇 | 81 安徳天皇 |  |  | 守貞親王 （後高倉院）   | 守貞親王 （後高倉院）   | 守貞親王 （後高倉院）   | 守貞親王 （後高倉院）   | 守貞親王 （後高倉院）   | 守貞親王 （後高倉院）   |  |  | 82 後鳥羽天皇 | 82 後鳥羽天皇 | 82 後鳥羽天皇 | 82 後鳥羽天皇 | 82 後鳥羽天皇 | 82 後鳥羽天皇 |  |  |                         |                         |                         |                         |                         |                         |  |  |                   |                   |                   |                   |                   |                   |  |  |  |  |  |  |  |  |  |  |  |  |  |  |  |  |  |  |  |  |  |  |  |  |  |  |  |  |  |  |
| 79 六条天皇   | 79 六条天皇 | 79 六条天皇 | 79 六条天皇 | 79 六条天皇 | 79 六条天皇 |  |  | 某王 （北陸宮） | 某王 （北陸宮） | 某王 （北陸宮） | 某王 （北陸宮） | 某王 （北陸宮） | 某王 （北陸宮） |  |  | 81 安徳天皇 | 81 安徳天皇 | 81 安徳天皇 | 81 安徳天皇 | 81 安徳天皇 | 81 安徳天皇 |  |  | 守貞親王 （後高倉院）   | 守貞親王 （後高倉院）   | 守貞親王 （後高倉院）   | 守貞親王 （後高倉院）   | 守貞親王 （後高倉院）   | 守貞親王 （後高倉院）   |  |  | 82 後鳥羽天皇 | 82 後鳥羽天皇 | 82 後鳥羽天皇 | 82 後鳥羽天皇 | 82 後鳥羽天皇 | 82 後鳥羽天皇 |  |  |                         |                         |                         |                         |                         |                         |  |  |                   |                   |                   |                   |                   |                   |  |  |  |  |  |  |  |  |  |  |  |  |  |  |  |  |  |  |  |  |  |  |  |  |  |  |  |  |  |  |
|               |             |             |             |             |             |  |  |                 |                 |                 |                 |                 |                 |  |  |             |             |             |             |             |             |  |  |                         |                         |                         |                         |                         |                         |  |  |               |               |               |               |               |               |  |  |                         |                         |                         |                         |                         |                         |  |  |                   |                   |                   |                   |                   |                   |  |  |  |  |  |  |  |  |  |  |  |  |  |  |  |  |  |  |  |  |  |  |  |  |  |  |  |  |  |  |
|               |             |             |             |             |             |  |  |                 |                 |                 |                 |                 |                 |  |  |             |             |             |             |             |             |  |  | 86 後堀河天皇           | 86 後堀河天皇           | 86 後堀河天皇           | 86 後堀河天皇           | 86 後堀河天皇           | 86 後堀河天皇           |  |  | 83 土御門天皇 | 83 土御門天皇 | 83 土御門天皇 | 83 土御門天皇 | 83 土御門天皇 | 83 土御門天皇 |  |  | 84 順徳天皇             | 84 順徳天皇             | 84 順徳天皇             | 84 順徳天皇             | 84 順徳天皇             | 84 順徳天皇             |  |  |                   |                   |                   |                   |                   |                   |  |  |  |  |  |  |  |  |  |  |  |  |  |  |  |  |  |  |  |  |  |  |  |  |  |  |  |  |  |  |
|               |             |             |             |             |             |  |  |                 |                 |                 |                 |                 |                 |  |  |             |             |             |             |             |             |  |  | 86 後堀河天皇           | 86 後堀河天皇           | 86 後堀河天皇           | 86 後堀河天皇           | 86 後堀河天皇           | 86 後堀河天皇           |  |  | 83 土御門天皇 | 83 土御門天皇 | 83 土御門天皇 | 83 土御門天皇 | 83 土御門天皇 | 83 土御門天皇 |  |  | 84 順徳天皇             | 84 順徳天皇             | 84 順徳天皇             | 84 順徳天皇             | 84 順徳天皇             | 84 順徳天皇             |  |  |                   |                   |                   |                   |                   |                   |  |  |  |  |  |  |  |  |  |  |  |  |  |  |  |  |  |  |  |  |  |  |  |  |  |  |  |  |  |  |
|               |             |             |             |             |             |  |  |                 |                 |                 |                 |                 |                 |  |  |             |             |             |             |             |             |  |  |                         |                         |                         |                         |                         |                         |  |  |               |               |               |               |               |               |  |  |                         |                         |                         |                         |                         |                         |  |  |                   |                   |                   |                   |                   |                   |  |  |  |  |  |  |  |  |  |  |  |  |  |  |  |  |  |  |  |  |  |  |  |  |  |  |  |  |  |  |
|               |             |             |             |             |             |  |  |                 |                 |                 |                 |                 |                 |  |  |             |             |             |             |             |             |  |  | 87 四条天皇             | 87 四条天皇             | 87 四条天皇             | 87 四条天皇             | 87 四条天皇             | 87 四条天皇             |  |  | 88 後嵯峨天皇 | 88 後嵯峨天皇 | 88 後嵯峨天皇 | 88 後嵯峨天皇 | 88 後嵯峨天皇 | 88 後嵯峨天皇 |  |  | 85 仲恭天皇             | 85 仲恭天皇             | 85 仲恭天皇             | 85 仲恭天皇             | 85 仲恭天皇             | 85 仲恭天皇             |  |  | 忠成王 （岩倉宮） | 忠成王 （岩倉宮） | 忠成王 （岩倉宮） | 忠成王 （岩倉宮） | 忠成王 （岩倉宮） | 忠成王 （岩倉宮） |  |  |  |  |  |  |  |  |  |  |  |  |  |  |  |  |  |  |  |  |  |  |  |  |  |  |  |  |  |  |
|               |             |             |             |             |             |  |  |                 |                 |                 |                 |                 |                 |  |  |             |             |             |             |             |             |  |  | 87 四条天皇             | 87 四条天皇             | 87 四条天皇             | 87 四条天皇             | 87 四条天皇             | 87 四条天皇             |  |  | 88 後嵯峨天皇 | 88 後嵯峨天皇 | 88 後嵯峨天皇 | 88 後嵯峨天皇 | 88 後嵯峨天皇 | 88 後嵯峨天皇 |  |  | 85 仲恭天皇             | 85 仲恭天皇             | 85 仲恭天皇             | 85 仲恭天皇             | 85 仲恭天皇             | 85 仲恭天皇             |  |  | 忠成王 （岩倉宮） | 忠成王 （岩倉宮） | 忠成王 （岩倉宮） | 忠成王 （岩倉宮） | 忠成王 （岩倉宮） | 忠成王 （岩倉宮） |  |  |  |  |  |  |  |  |  |  |  |  |  |  |  |  |  |  |  |  |  |  |  |  |  |  |  |  |  |  |

## 関連作品
テレビドラマ
- 新・平家物語（1972年、NHK大河ドラマ） - 演：北大路欣也
- 義経（2005年、NHK大河ドラマ） - 演：岡幸二郎
- 平清盛（2012年、NHK大河ドラマ） - 演：柿澤勇人
- 鎌倉殿の13人（2022年、NHK大河ドラマ） - 演：木村昴

テレビアニメ
- 平家物語（2022年、フジテレビ） - 声：藤原大智